# Coupe UEFA 1981-1982
Navigation
Édition précédente Édition suivante
La Coupe UEFA 1981-1982 est la onzième édition de la Coupe de l'UEFA, qui oppose les meilleurs clubs européens qualifiés grâce aux résultats de leur championnat national. Cette édition voit l'IFK Göteborg s'imposer en finale contre le Hambourg SV. C'est la première Coupe d'Europe pour une formation suédoise tandis que Hambourg dispute là sa quatrième finale européenne, la première en Coupe UEFA.
L'attaquant suédois de l'IFK Göteborg Torbjörn Nilsson remporte le titre honorifique de meilleur buteur de la compétition, avec neuf buts inscrits.
Pour la première fois depuis dix ans, une équipe albanaise s'engage dans la compétition, il s'agit du KS Dinamo Tirana, éliminé dès son entrée en lice par Carl Zeiss Iéna. La France obtient un 3e club qualifié, au détriment des Pays-Bas et de la Yougoslavie, qui n'en envoient respectivement que trois et deux. Ipswich Town, tenant du titre et non-qualifié grâce à son classement en championnat d'Angleterre, est également invité à participer, ce qui porte à quatre le nombre de formations anglaises.

## Trente-deuxièmes de finale
| Équipe 1                 | Résultat | Équipe 2                 | Aller | Retour |
| ------------------------ | -------- | ------------------------ | ----- | ------ |
| 1. FC Kaiserslautern     | 3 - 1    | Akademik Sofia           | 1 - 0 | 2 - 1  |
| 1. FC Magdebourg         | 3 - 3e   | Borussia Mönchengladbach | 3 - 1 | 0 - 2  |
| Adanaspor                | 2 - 7    | Inter Milan              | 1 - 3 | 1 - 4  |
| APOEL Nicosie            | 1 - 5    | Argeş Piteşti            | 1 - 1 | 0 - 4  |
| Aris Salonique           | 8 - 2    | Sliema Wanderers         | 4 - 0 | 4 - 2  |
| AS Monaco                | 4 - 6    | Dundee United            | 2 - 5 | 2 - 1  |
| Boavista FC              | 5 - 4    | Club Atlético de Madrid  | 4 - 1 | 1 - 3  |
| Bryne FK                 | 2 - 3    | FC Winterslag            | 0 - 2 | 2 - 1  |
| Dinamo Bucarest          | 4 - 2    | PFK Levski Sofia         | 3 - 0 | 1 - 2  |
| Bohemians 1905           | 0 - 2    | Valencia CF              | 0 - 1 | 0 - 1  |
| Haka Valkeakoski         | 2 - 7    | IFK Göteborg             | 2 - 3 | 0 - 4  |
| FC Nantes                | 3 - 5    | KSC Lokeren              | 1 - 1 | 2 - 4  |
| FK Spartak Moscou        | 6 - 2    | Club Bruges KV           | 3 - 1 | 3 - 1  |
| Zénith Saint-Pétersbourg | 2 - 6    | SG Dynamo Dresde         | 1 - 2 | 1 - 4  |
| Feyenoord Rotterdam      | 3 - 1    | Szombierki Bytom         | 2 - 0 | 1 - 1  |
| Grasshopper Club Zurich  | 4 - 1    | West Bromwich Albion     | 1 - 0 | 3 - 1  |
| HNK Hajduk Split         | 5 - 3    | VfB Stuttgart            | 3 - 1 | 2 - 2  |
| Hambourg SV              | 6 - 4    | FC Utrecht               | 0 - 1 | 6 - 3  |
| Ipswich TownT            | 2 - 4    | Aberdeen FC              | 1 - 1 | 1 - 3  |
| KSK Beveren              | 8 - 0    | Linfield FC              | 3 - 0 | 5 - 0  |
| Víkingur Reykjavik       | 0 - 8    | Girondins de Bordeaux    | 0 - 4 | 0 - 4  |
| KS Dinamo Tirana         | 1 - 4    | FC Carl Zeiss Iéna       | 1 - 0 | 0 - 4  |
| Limerick FC              | 1 - 4    | Southampton FC           | 0 - 3 | 1 - 1  |
| Malmö FF                 | 5 - 1    | Wisła Cracovie           | 2 - 0 | 3 - 1  |
| SSC Naples               | 2 - 2e   | FK Radnički Niš          | 2 - 2 | 0 - 0  |
| Neuchâtel Xamax          | 6 - 3    | Sparta Prague            | 4 - 0 | 2 - 3  |
| Panathinaïkos            | 0 - 3    | Arsenal FC               | 0 - 2 | 0 - 1  |
| PSV Eindhoven            | 8 - 2    | Næstved BK               | 7 - 0 | 1 - 2  |
| Rapid Vienne             | 4 - 2    | Videoton SC              | 2 - 2 | 2 - 0  |
| SK Sturm Graz            | 2e - 2   | FK CSKA Moscou           | 1 - 0 | 1 - 2  |
| Sporting Portugal        | 11 - 0   | Red Boys Differdange     | 4 - 0 | 7 - 0  |
| FC Tatabánya             | 2 - 2e   | Real Madrid              | 2 - 1 | 0 - 1  |

## Seizièmes de finale
| Équipe 1                 | Résultat       | Équipe 2             | Aller | Retour   |
| ------------------------ | -------------- | -------------------- | ----- | -------- |
| Aberdeen FC              | 5 - 2          | FC Argeş Piteşti     | 3 - 0 | 2 - 2    |
| Aris Salonique           | 1 - 5          | KSC Lokeren          | 1 - 1 | 0 - 4    |
| Borussia Mönchengladbach | 2 - 5          | Dundee United        | 2 - 0 | 0 - 5    |
| Girondins de Bordeaux    | 2 - 3          | Hambourg SV          | 2 - 1 | 0 - 2    |
| FK Spartak Moscou        | 2 - 5          | 1. FC Kaiserslautern | 2 - 1 | 0 - 4    |
| Feyenoord Rotterdam      | 3 - 2          | SG Dynamo Dresde     | 2 - 1 | 1 - 1    |
| Grasshopper Club Zurich  | 2 - 2 (0-3tab) | FK Radnički Niš      | 2 - 0 | 0 - 2    |
| Inter Milan              | 3 - 4          | Dinamo Bucarest      | 1 - 1 | 2 - 3 ap |
| FC Winterslag            | 2e - 2         | Arsenal              | 1 - 0 | 1 - 2    |
| KSK Beveren              | 4 - 4e         | Hajduk Split         | 2 - 3 | 2 - 1    |
| Malmö FF                 | 0 - 2          | Neuchâtel Xamax      | 0 - 1 | 0 - 1    |
| Real Madrid              | 3 - 2          | FC Carl Zeiss Iéna   | 3 - 2 | 0 - 0    |
| Rapid Vienne             | 2e - 2         | PSV Eindhoven        | 1 - 0 | 1 - 2    |
| SK Sturm Graz            | 4 - 5          | IFK Göteborg         | 2 - 2 | 2 - 3    |
| Southampton              | 2 - 4          | Sporting Portugal    | 2 - 4 | 0 - 0    |
| Valencia CF              | 2 - 1          | Boavista FC          | 2 - 0 | 0 - 1    |

## Huitièmes de finale
| Équipe 1          | Résultat | Équipe 2             | Aller | Retour |
| ----------------- | -------- | -------------------- | ----- | ------ |
| Aberdeen FC       | 4 - 5    | Hambourg SV          | 3 - 2 | 1 - 3  |
| IFK Göteborg      | 4 - 1    | Dinamo Bucarest      | 3 - 1 | 1 - 0  |
| FC Winterslag     | 0 - 5    | Dundee United        | 0 - 0 | 0 - 5  |
| KSC Lokeren       | 2 - 4    | 1. FC Kaiserslautern | 1 - 0 | 1 - 4  |
| FK Radnički Niš   | 2 - 1    | Feyenoord Rotterdam  | 2 - 0 | 0 - 1  |
| Rapid Vienne      | 0 - 1    | Real Madrid          | 0 - 1 | 0 - 0  |
| Sporting Portugal | 0 - 1    | Neuchâtel Xamax      | 0 - 0 | 0 - 1  |
| Valencia CF       | 6 - 5    | HNK Hajduk Split     | 5 - 1 | 1 - 4  |

## Quarts de finale
| Équipe 1      | Résultat | Équipe 2             | Aller | Retour |
| ------------- | -------- | -------------------- | ----- | ------ |
| Dundee United | 2 - 3    | FK Radnički Niš      | 2 - 0 | 0 - 3  |
| Hambourg SV   | 3 - 2    | Neuchâtel Xamax      | 3 - 2 | 0 - 0  |
| Real Madrid   | 3 - 6    | 1. FC Kaiserslautern | 3 - 1 | 0 - 5  |
| Valencia CF   | 2 - 4    | IFK Göteborg         | 2 - 2 | 0 - 2  |

## Demi-finales
| Équipe 1             | Résultat | Équipe 2     | Aller | Retour   |
| -------------------- | -------- | ------------ | ----- | -------- |
| 1. FC Kaiserslautern | 2 - 3    | IFK Göteborg | 1 - 1 | 1 - 2 ap |
| FK Radnički Niš      | 3 - 6    | Hambourg SV  | 2 - 1 | 1 - 5    |

## Finale
| Équipe 1     | Résultat | Équipe 2    | Aller | Retour |
| ------------ | -------- | ----------- | ----- | ------ |
| IFK Göteborg | 4 - 0    | Hambourg SV | 1 - 0 | 3 - 0  |